# Pantaloncina
Marie-Anne Cortini, dite la Pantaloncina (ou Pantalonciny), est une danseuse italienne née en 1728 et morte après 1797.
Fille du célèbre Pantalon Andrea Cortini, elle danse à Venise à l'âge de six ans, où Casanova, de trois ans son aîné, tombe amoureux d'elle, puis à Naples de 1741 à 1749 où elle épouse, en août 1748, le maître de ballet Jean-Baptiste Denis. Appelée à Berlin par Frédéric II pour succéder à la Barberina, elle devient la maîtresse du roi et de Francesco Algarotti, et est première danseuse de la cour jusqu'en 1754. Son portrait peint par Antoine Pesne trôna longtemps dans la chambre royale.
Séparée de son mari, dont le divorce ne fut prononcé qu'en 1788, Mme Denis se rend à Bruxelles, où elle est première danseuse du Théâtre de la Monnaie de 1754 à 1757 sous le nom de Pantalonciny. Elle épouse d'ailleurs en cette ville, en secondes noces, le comédien Jean-François Lejeune le 10 mai 1755, puis le couple est signalé à Bordeaux en 1758.
Lorsque son second mari reçoit un ordre de début au Théâtre-Italien de Paris pour le 19 janvier 1760, elle y débute en même temps sous le nom de Mme Lejeune, dans le corps de ballet. Après trois années passées à ce théâtre, elle passe à la Comédie-Française en 1764, puis retourne à Berlin.
Casanova la retrouve à Berlin en 1765, puis à Florence en 1771.